# Symphylella itza
Symphylella itza är en mångfotingart som beskrevs av Hilton 1938. Symphylella itza ingår i släktet findvärgfotingar, och familjen slankdvärgfotingar. Inga underarter finns listade i Catalogue of Life.